# Iglesia Alemana (Estocolmo)

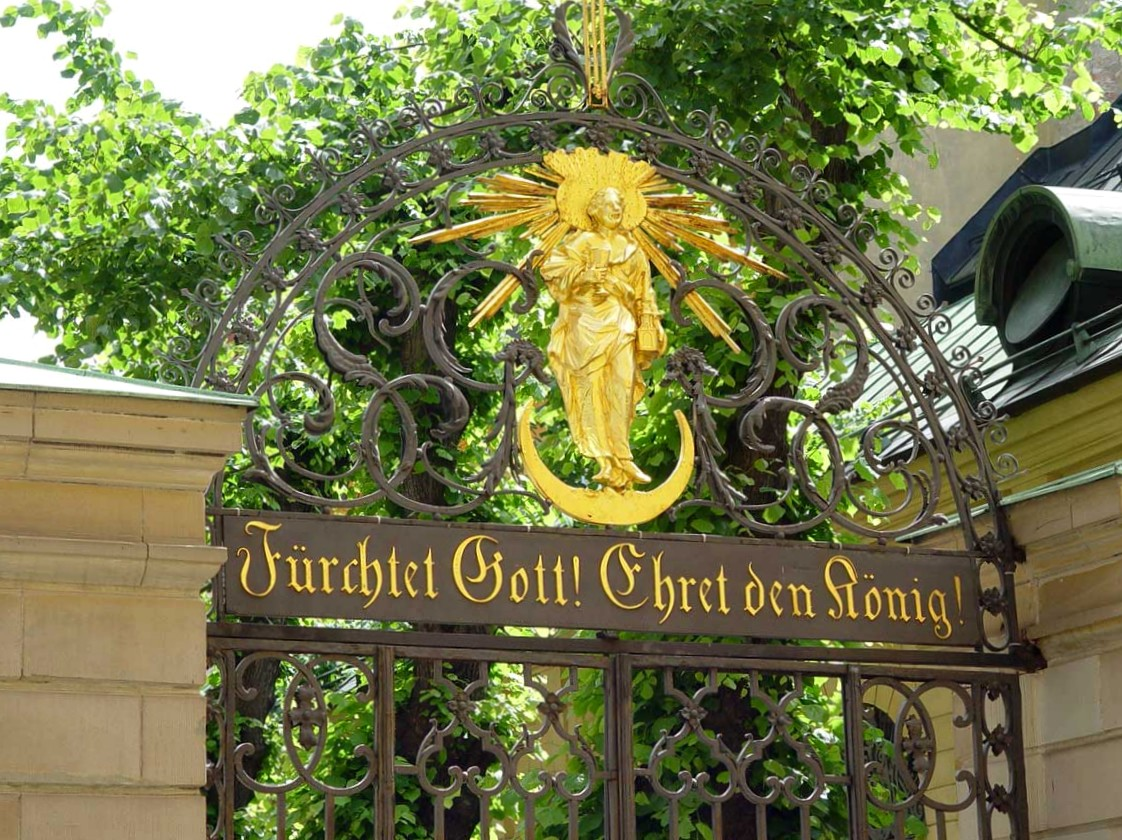
Puerta norte.

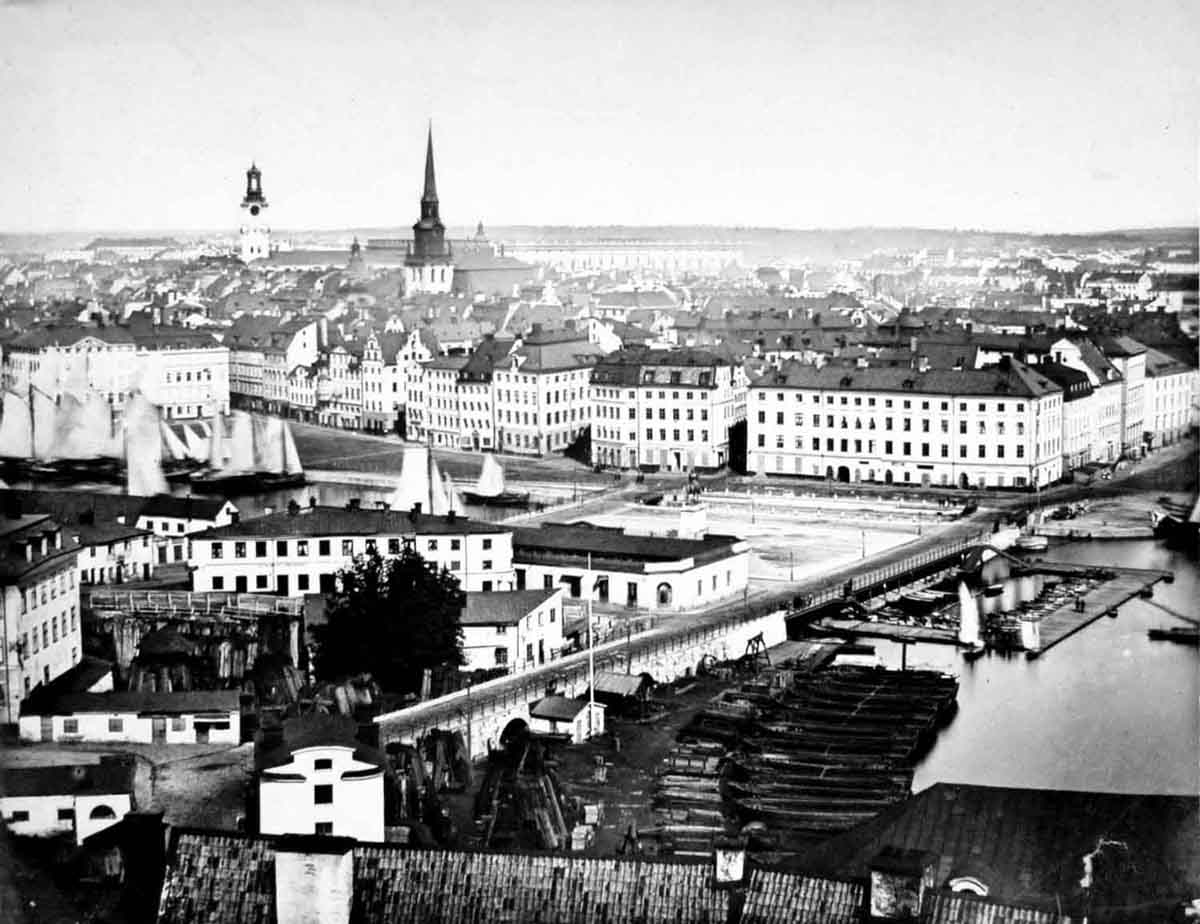
Imagen de 1865 que muestra el antiguo chapitel.

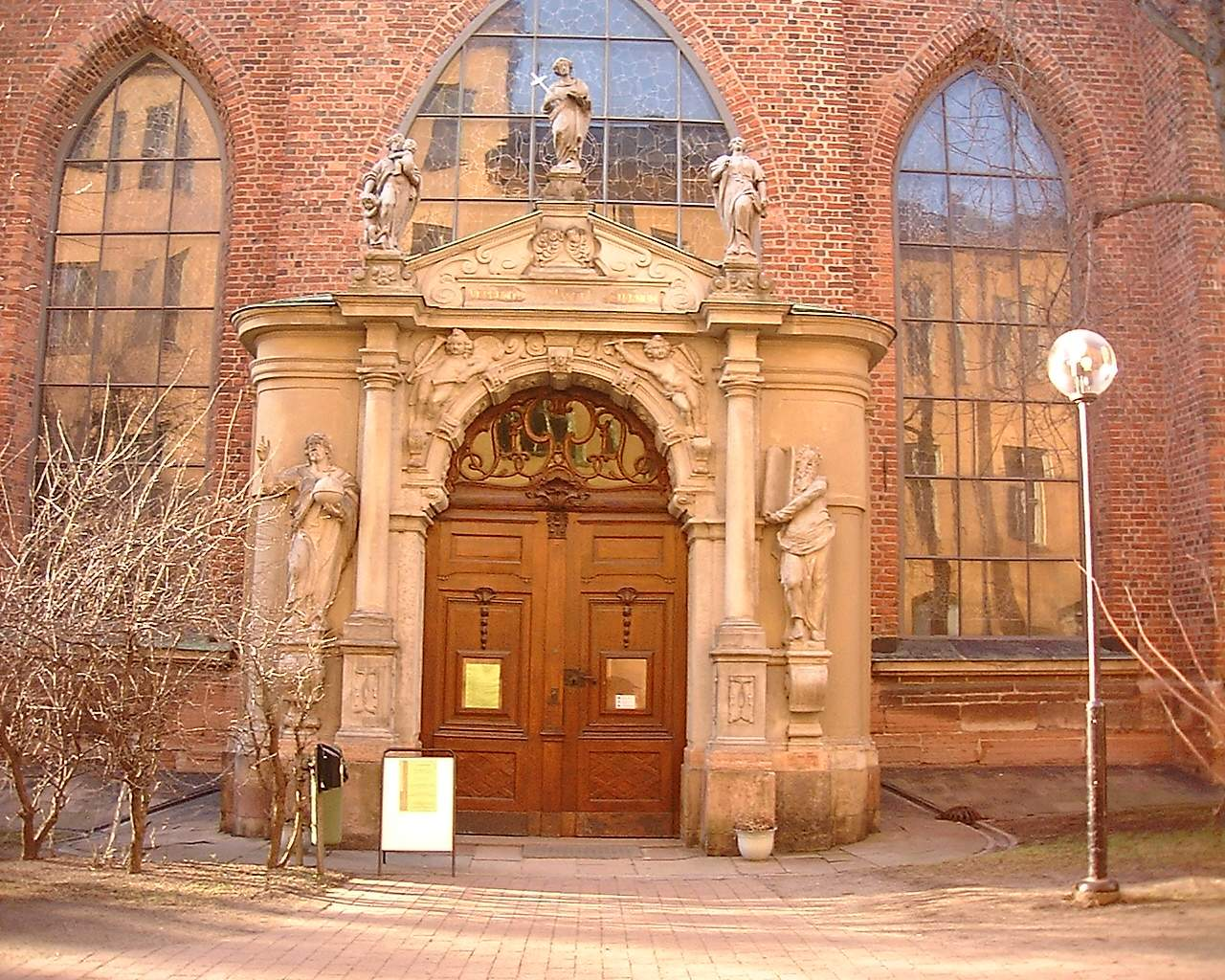
Portal sur.

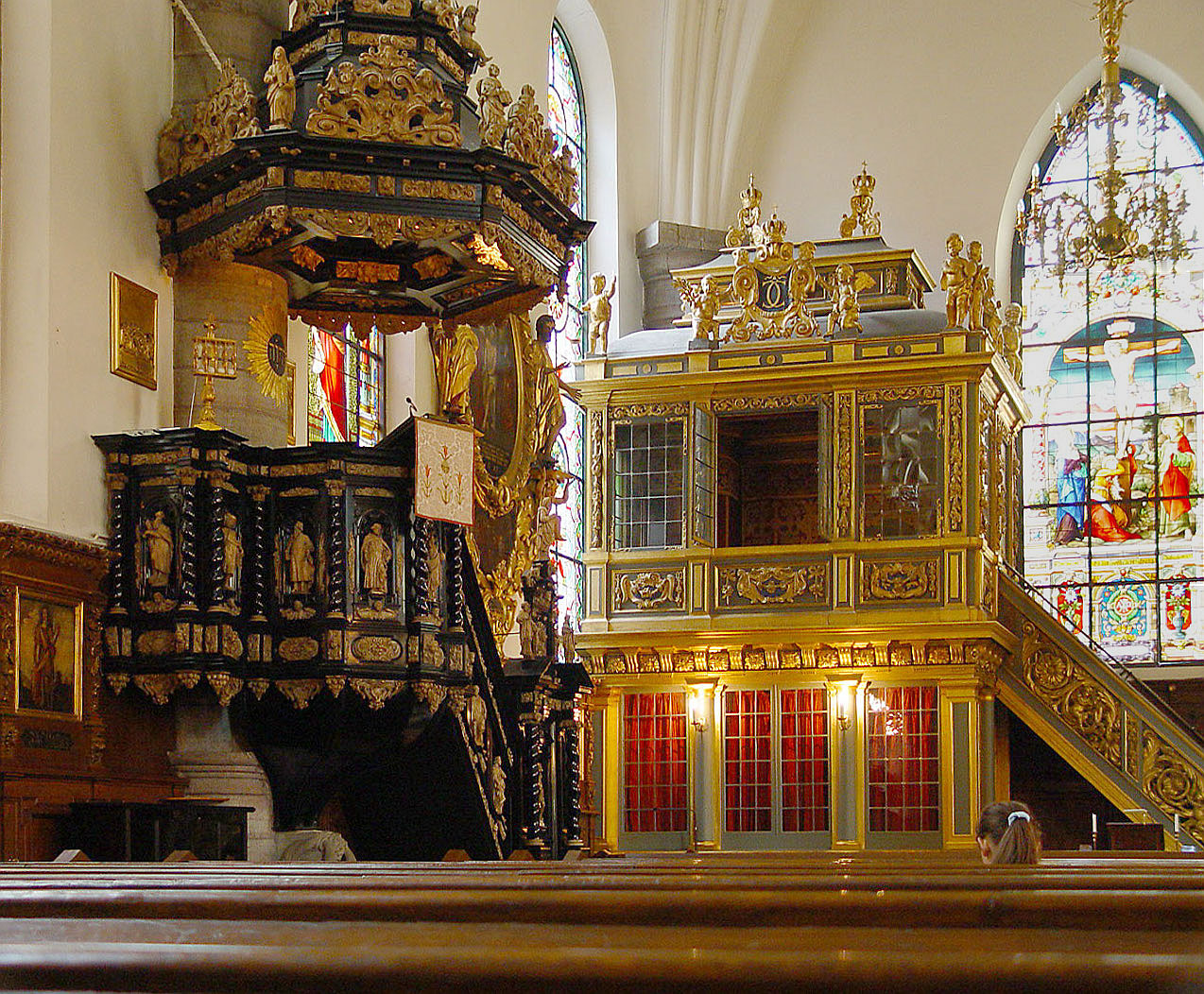
El púlpito y la «galería real» diseñada por Nicodemus Tessin el Viejo.

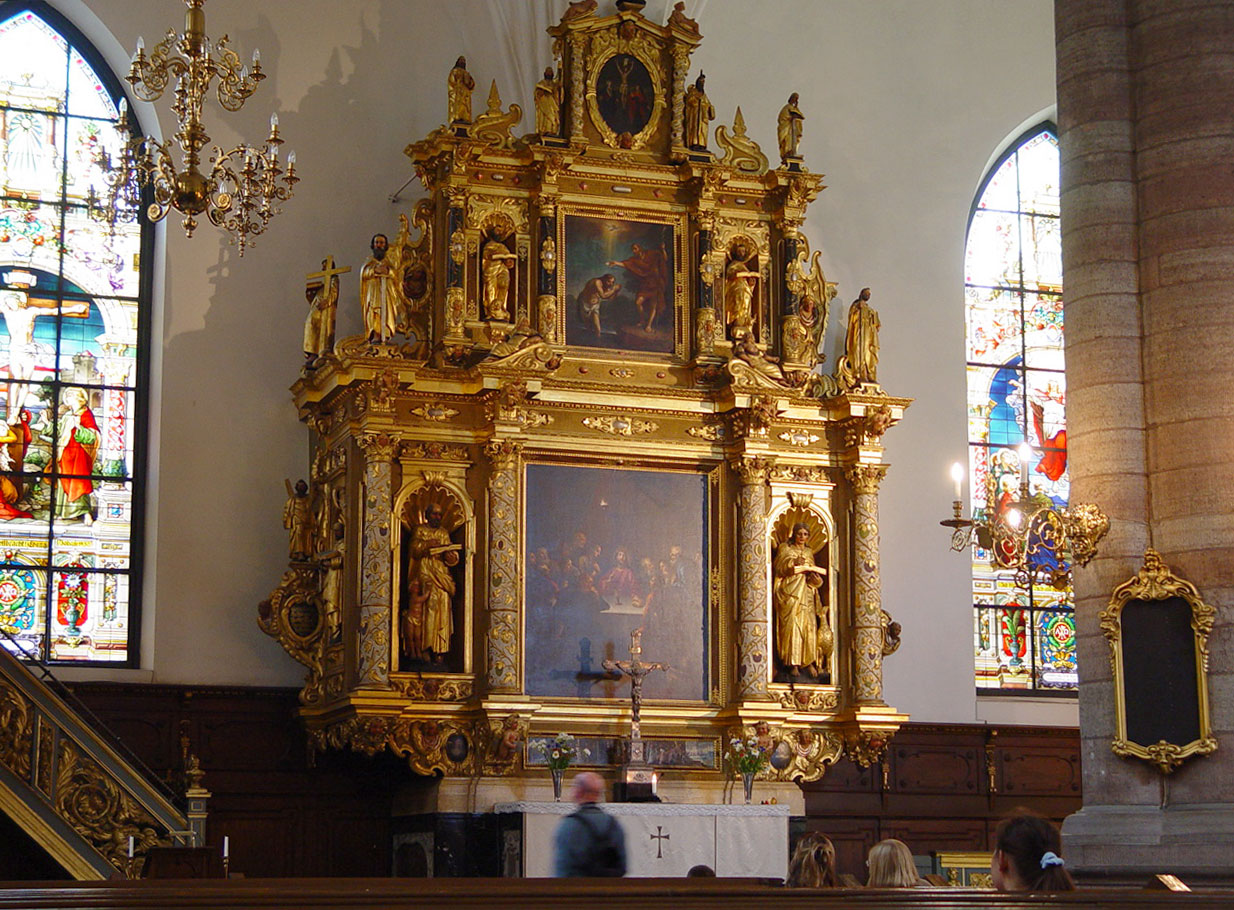
Altar.

La Iglesia Alemana (en alemán: Deutsche Kirche, en sueco: Tyska kyrkan), llamada a veces Iglesia de Santa Gertrudis (en sueco: Sankta Gertruds kyrka), es una iglesia situada en Gamla stan, el centro histórico de Estocolmo, Suecia, que pertenece a la parroquia alemana de Santa Gertrudis de la Iglesia de Suecia.
Situada entre las calles Tyska Brinken, Kindstugatan, Svartmangatan y Prästgatan, se llama así porque se sitúa en el centro de un barrio que en la Edad Media estaba dominado por los alemanes. Llamada oficialmente Sankta Gertrud, la iglesia está dedicada a Santa Gertrudis (626-659), abadesa del monasterio benedictino de Nivelles, en la actual Bélgica, y patrona de los viajeros.

## Historia
El gremio alemán de Santa Gertrudis se fundó en la ubicación de la iglesia actual en el siglo XIV. Aunque el gremio fue creado por comerciantes alemanes, invitaban a menudo a sus homólogos suecos para participar en sus actividades. Por ejemplo, el Rey Carlos VIII fue elegido en el edificio del gremio en 1448. La sede del gremio se reconstruyó gradualmente como una iglesia a partir de la década de 1580. Entre los arquitectos implicados estuvieron Wilhelm Boy, el arquitecto flamenco del Rey Eric III, el valón Hubert de Besche y también Hans Jacob Kristler, el arquitecto de Estrasburgo que diseñó el Palacio de Makalös en el actual Kungsträdgården para Jacob de la Gardie.
Aunque durante la Edad Media había un abundante número de comerciantes y artesanos alemanes en Estocolmo, no tenían un lugar separado para sus servicios religiosos hasta 1558, cuando el Rey Gustavo Vasa les permitió celebrar servicios separados.
En 1571, el Rey Juan III autorizó a los inmigrantes alemanes en la ciudad que formaran una parroquia separada, que se convirtió en la primera parroquia eclesiástica alemana fuera de Alemania. Primero celebraban sus sermones en el monasterio de los franciscanos en Riddarholmen (actual Riddarholmskyrkan), pero pasados cinco años se trasladaron al edificio del gremio alemán, donde anteriormente había una capilla construida por el rey para la parroquia finlandesa. Las dos parroquias compartían el espacio. Los alemanes gestionaban el mantenimiento de la capilla e inauguraron una escuela alemana en 1580, pronto trasladada a Tyska Skolgränd y en funcionamiento hasta 1888.
En 1607, sin embargo, el Rey Carlos IX transfirió las instalaciones exclusivamente a los alemanes. Hans Jakob Kristler amplió la capilla entre 1638 y 1642 en su forma actual de dos naves. Durante el siglo XVII, mientras el coro de la escuela participaba en los conciertos reales, la iglesia se convirtió en un importante centro de la música religiosa en Suecia. Una cripta, cuya construcción empezó en 1716 pero fue interrumpida entre 1860 y 1992, todavía sigue siendo usada por la parroquia. En torno a 1800, la congregación alemana había disminuido a solo 113 personas, y en 1878 un incendio destruyó la torre. En la actualidad la parroquia alemana se encuentra dentro de la Iglesia de Suecia pero como una «parroquia no territorial», cuyos aproximadamente dos mil miembros se encuentran dispersos por todo Estocolmo. Todavía se celebran servicios en alemán todos los domingos a las once de la mañana, y la iglesia está abierta todos los días durante el verano y los fines de semana durante el invierno.

## Exterior
La torre de ladrillo y el chapitel de cobre, con un total de 86 metros de altura, fueron completados en 1878 según el diseño de Julius Carl Raschdorff (1823–1914), un arquitecto de Berlín. Para este encargo escogió gárgolas neogóticas con forma de animales grotescos, poco comunes en la historia de la arquitectura sueca pero reconocidas actualmente como «elementos naturales» del centro histórico de Estocolmo. El elaborado carillón se oye sobre el centro histórico cuatro veces al día: a las ocho de la mañana y las cuatro de la tarde se toca el salmo Nun danket alle Gott, y al mediodía y las ocho de la tarde el salmo Praise the Lord.
Sobre la puerta norte, hacia Tyska Brinken, hay una imagen dorada de Santa Gertrudis y la exhortación Fürchtet Gott! Ehret den König! («¡Teme a Dios! ¡Honra al Rey!»). A ambos lados de la puerta este, hacia Svartmangatan, hay dos placas con inscripciones doradas. El portal sur de arenisca está flanqueado por estatuas de Jesús y Moisés, que simbolizan al Nuevo y al Antiguo Testamento, acompañadas por el Amor, la Esperanza y la Fe. Las estatuas fueron talladas por Jost Henne de Westfalia en la década de 1640; posteriormente se convirtió en el alderman del gremio de albañiles de la ciudad.

## Interior
El interior es de estilo barroco, y sus grandes ventanas hacen que lo desborde la luz, que resalta las bóvedas blancas y las numerosas cabezas de ángeles. Las bodegas del edificio original del gremio todavía se encuentran bajo el actual suelo de mármol. En el atrio hay una ventana que muestra a Santa Gertrudis sosteniendo un cáliz en una mano y una maqueta de la iglesia en la otra. El altar de diez metros de altura fue creado por Markus Hebel, un maestro barroco de Neumünster, Schleswig-Holstein.
La llamada «galería real», coronada por el monograma del Rey Carlos XI, fue diseñada por Nicodemus Tessin el Viejo. Esta estructura verde y dorada, en la época apoyada sobre pilares aparentemente suspendidos sobre el suelo, se alcanzaba mediante una vuelo magníficamente tallado de escaleras usadas por generaciones de familias reales, a menudo de ascendencia alemana, que asistían a los sermones. El techo muestra una pintura de David Klöcker Ehrenstrahl, nacido en Hamburgo y miembro de la parroquia alemana. La parte baja de la galería fue acristalada posteriormente y actualmente contiene la sacristía. Las ventanas pintadas son todas de en torno al año 1900. Las ventanas sur cuentan los beneficios de vivir una vida dedicada. Junto a la entrada hay una placa conmemorativa que recuerda al restaurador Peter Hinrich Fuhrman (-1773), uno de los donantes más importantes de la iglesia.